# Rozdęcie płuc
Rozdęcie płuc - stan chorobowy płuc polegający na nieprawidłowym zwiększeniu ich upowietrznienia.
W badaniach czynnościowych układu oddechowego (spirometria) rozdęcie płuc manifestuje się znacznym zwiększeniem objętości zalegającej (RV), czynnościowej pojemności zalegającej (FRC) i całkowitej pojemności płuc (TLC). W badaniu RTG rozdęcie płuc widoczne jest w postaci nadmiernej przejrzystości pól płucnych.
Rozdęcie płuc może występować w przebiegu:
- rozedmy płuc
- astmy oskrzelowej
- mukowiscydozy
- przewlekłej obturacyjnej choroby płuc

Rozdęcie płuc stwierdza się także w badaniu anatomopatologicznym u osób, u których przyczyną śmierci było uduszenie lub utonięcie.

Przeczytaj ostrzeżenie dotyczące informacji medycznych i pokrewnych zamieszczonych w Wikipedii.